# Палаван
Палаван (таг. Palawan) је главно острво истоимене провинције на Филипинима. Провинција Палаван је најпространија у земљи. 

Острво се налази између Сулу мора и Јужног кинеског мора. Дуго је 425  и широко око 40 . Површина Палавана је око 12.000 , а провинције 14.746 . 
Главни град је Пуерто Принцеза, који се налази на јужној обали централног дела острва, око 500  југозападно од Маниле. 
Провинција Палаван је једна од најређе насељених у земљи. У њој живи 755.412 становника (попис 2000), што даје густину становништва од 50,7 становника по километру квадратном. 